# القاعده (شهر)
القاعده، از شهرهای استان اب در کشور یمن است که در سرشماری سال ۲۰۰۵ میلادی، ۱۰٫۹۴۸ نفر جمعیت داشت.